# Méré, Yvelines
Méré là một xã của Pháp, nằm ở tỉnh Yvelines trong vùng Île-de-France.
Người dân ở đây trong tiếng Pháp gọi là Méréens.

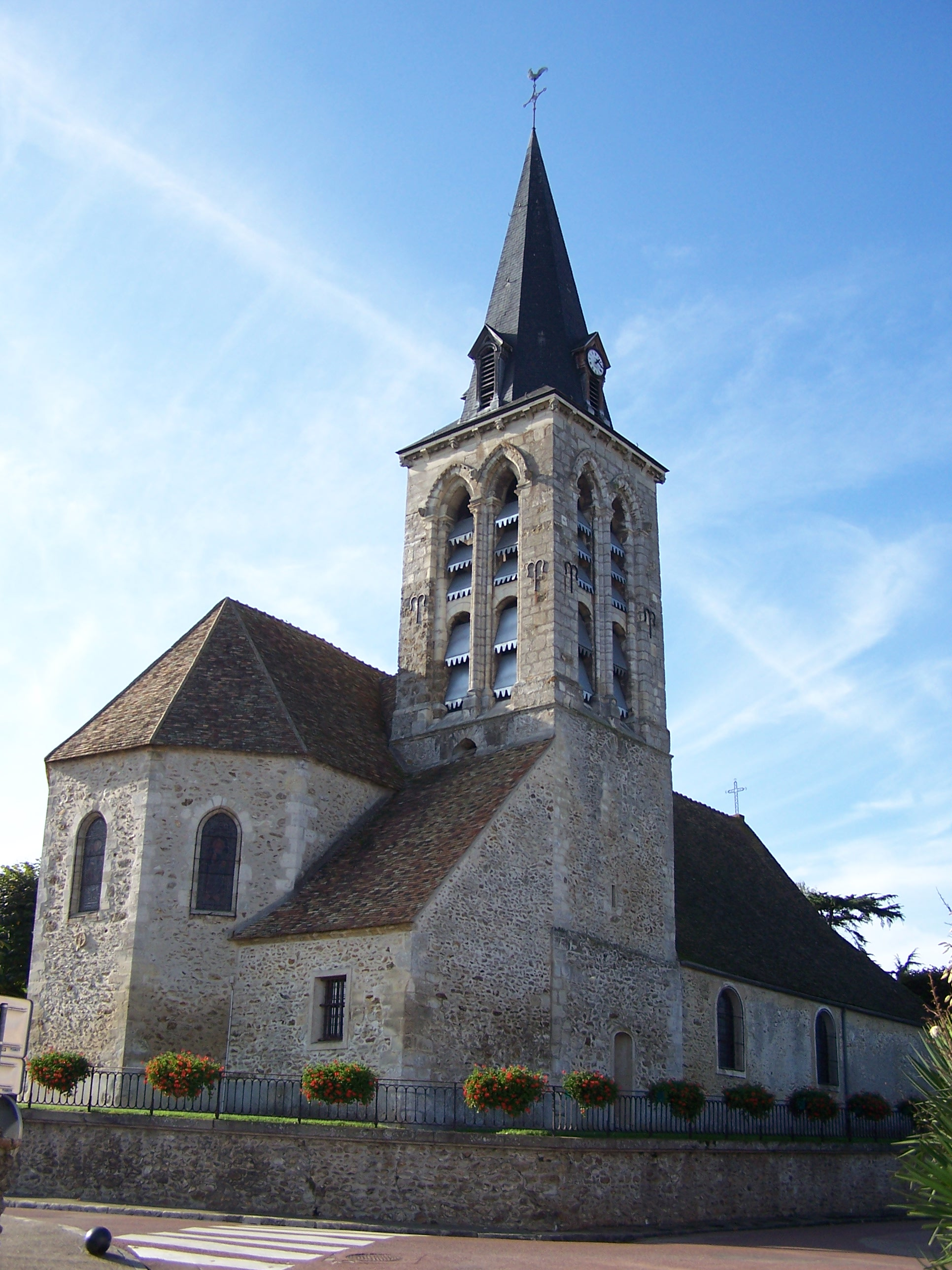
Nhà thờ Saint-Denis

Các xã giáp ranh: Neauphle-le-Vieux về phía đông bắc, Mareil-le-Guyon về phía đông, Bazoches-sur-Guyonne về cực đông nam, Montfort-l'Amaury về phía nam, Grosrouvre ở cự tây nam, Galluis về phía tây, Boissy-sans-Avoir về phía tây bắc và Vicq về phía bắc.

## Thông tin nhân khẩu
| Năm | 1962 | 1968 | 1975 | 1982 | 1990 | 1999 |
| --- | ---- | ---- | ---- | ---- | ---- | ---- |
| Dân số | ?    | ?    | ?    | ?    | 1353 | 1658 |
| From the year 1962 on: No double counting—residents of multiple communes (e.g. students and military personnel) are counted only once. |      |      |      |      |      |      |